# Simeon Daniel

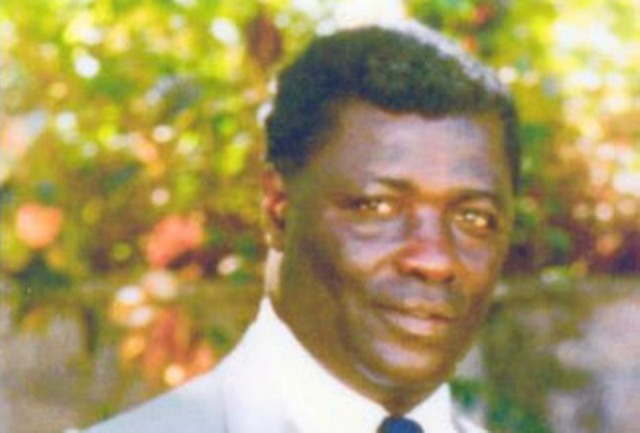
Erster Premier von Nevis

Simeon Daniel (* 22. August 1934, Saint Thomas Lowland Parish, Nevis, British West Indies; † 27. Mai 2012) war der erste Premier von Nevis.

## Leben
Simeon Daniel wurde am 22. August 1934 im Barnes Ghaut Village in Saint Thomas Lowland Parish, Nevis, West Indies geboren. Seine Eltern waren Joseph Daniel und Melvina Daniel, geb. Archer. Er erhielt seine Schulbildung an der St. Thomas’ Government Elementary School in Nevis. 1950 begann er zunächst als Lehrer und erwarb 1957 das Leeward Island Teachers’ Certificate.

## Karriere
1962 begann Daniel seine Jura-Ausbildung (legal tutorial) am Council of Legal Education in England. Schon als Student (1960–1966) arbeitete er als Clerk (Verwaltungsangestellter) am London County Council und später als Executive Officer und 1965 erhielt er eine Anerkennung in Form einer Zahlung für herausragende verdienstvolle Arbeit vom County Council. Er setzte seine Ausbildung am Inner Temple des Inns of Court in London fort. 1966 wurde er Barrister at Law (Anwalt) und erhielt eine Anwaltslizenz (called to the Bar) in England.
Er kehrte 1966 nach Nevis zurück und diente als Assistant Secretary im Außenministerium und auch in Nevis erhielt er eine Anwaltslizenz. Im folgenden Jahr wurde er zum Crown Counsel und später zum Registrar des Supreme Court und Additional Magistrate in the State. Er begann 1969 eine private Anwaltspraxis in St. Kitts.
Daniel gehörte 1970 auch zu den Gründungsmitgliedern der Nevis Reformation Party (NRP).
Er war Vorsitzender des Local Council von 1972 bis 1980 und wurde im Mai 1975 und Februar 1980 in die Nationalversammlung gewählt.
Nach der Bildung der Koalitionsregierung von People’s Action Movement von St. Kitts und der Nevis Reformation Party erhielt Daniel die Portfolios als Finanzminister und Minister für Nevis Affairs am 19. Februar 1980. Er erhielt Home Rule für Nevis unter der Independence Constitution im September 1983.
Daniel war der erste Premier von Nevis vom 19. September 1983 (Independence Day) bis zum 2. Juni 1992. Sein Nachfolger war Vance Amory, nachdem dessen Partei Concerned Citizens’ Movement (CCM) 1992 die Wahlen gewonnen hatte. Daniel zog sich 1992 aus der aktiven Politik zurück.
Außerdem gründete Daniel 1985 die Bank of Nevis Ltd.
Daniel, Brantley & Associates ist eine Rechtsanwaltskanzlei mit großem Einfluss bei  zahlreichen Firmen und Persönlichkeiten in St. Kitts und Nevis, Anguilla und regional sowie international. Die Kanzlei wurde von Daniel gegründet. Mark Brantley schloss sich 1996 an.
Daniel starb am 27. Mai 2012 und wurde mit vollen militärischen Ehren bestattet.

## Familie
Er war verheiratet mit Sheila Daniel. Seine Tochter ist die Politikerin Janice Daniel-Hodge.

## Ehrungen
Am 16. Dezember 2013 verkündete Sir Edmund Lawrence, der Generalgouverneur von St. Kitts und Nevis, auf Anweisung von Denzil Douglas, dem Ministerpräsidenten, dass Daniel als National Hero geehrt wird.
- Doctor of Laws (Honorary), Marquis Giuseppe Scicluna International University Foundation 1987;
- Albert Einstein Bronze Medal for Peace, Albert Einstein Bronze International Academy Foundation der UNESCO 1987;
- Award of Commendation als Gründer und Unterstützer der Bank Of Nevis Ltd.